# Phyllobrotica stenidea
Phyllobrotica stenidea es una especie de insecto coleóptero de la familia Chrysomelidae. Fue descrita en 1932 por Schaffer.